# Близанци (филм из 2022)
Близанци је срспки филм из 2022. године у режији Борка Брајовића. Од 7. фебруара 2022. филм је доступан на Јутјуб каналу Феникс филм продукције у виду мини серије од четири епизодe.

## Радња
Почетак филма смештен је у Јагодину 1997. године где се одиграва организована крађа и препродаја беба из породилишта у коме делује мрежа криминалних доктора и бабица. Кроз филм пратимо сплет околности у којем дечак након 20 година, а игром случаја, упознаје особу за коју ни не слути каква их је судбина спојила. Та ће их игра довести до невероватног заплета и расплета неких неразјашњених догађаја. 

## Улоге
| Глумац              | Улога         |
| ------------------- | ------------- |
| Лазар Цветиновић    | Никола        |
| Ратко Цветиновић    | Смаил         |
| Теодора Грујић      | Нина          |
| Невена Грујић       | Елена         |
| Борко Брајовић      | Борко         |
| Предраг Васовић     | Лука          |
| Бјелић Саша         | Доктор        |
| Јована Ђурић        | Марија        |
| Небојша Џек Радишић | Бане          |
| Југослава Драшковић | Слађа         |
| Зоран Дашић         | Зоран         |
| Ева Рас             | Тетка Љубица  |
| Јована Илић         | Ања           |
| Александра Антић    | Тијана        |
| Милан Узелац        | Пера          |
| Сабахудин Мурановић | Харис старији |
| Марко Милисављевић  | Харис млађи   |
| Зејна Алић          | Лејла         |